# Wilhelm Scherer
Wilhelm Scherer (Schönborn, 26 aprile 1841 – Berlino, 6 agosto 1886) è stato un filologo e storico della letteratura austriaco.
Introdusse il metodo positivista nella scienza della letteratura.

## Opere
- Jacob Grimm, 1865
- Leben Willirams Abtes von Ebersberg in Baiern, 1866
- Zur Geschichte der deutschen Sprache, 1868
- Deutsche Studien
  - Vol. I.: Spervogel, 1870
  - Vol. II.: Die Anfänge des Minnesanges, 1870
- Geistliche Poeten der deutschen Kaiserzeit. Studien, 1874
- Vorträge und Aufsätze zur Geschichte des geistigen Lebens in Deutschland und Österreich, 1874
- Geschichte der deutschen Dichtung im elften und zwölften Jahrhundert, 1875
- Anfänge des deutschen Prosaromans und Jörg Wickram von Colmar, 1875
- Aus Goethes Frühzeit, 1879
- Geschichte der deutschen Litteratur, 1883
- Emanuel Geibel, 1884
- Rede auf Jakob Grimm, 1885
- Gedächtnissrede auf Karl Müllenhoff, 1885
- Aufsätze über Goethe, 1886
- Poetik, 1888 Kap. Die Dichtungsarten, Kap. Archiviato il 7 giugno 2007 in Internet Archive.
- Wilhelm Scherer. Schriften, hrsg. v. Konrad Burdach, 1890